# Quận Castro, Texas
Quận Castro (tiếng Anh: Castro County) là một quận trong tiểu bang Texas, Hoa Kỳ. Quận lỵ đóng ở thành phố Dimmitt6.

## Thông tin nhân khẩu
Theo điều tra dân số 2 năm 2000, quận đã có dân số 8.285 người, 2.761 hộ, và 2.159 gia đình sống trong quận. Mật độ dân số là 9 người trên một dặm vuông (4/km ²). Có 3.198 đơn vị nhà ở với mật độ trung bình là 4 cho mỗi dặm vuông (1/km ²). Cơ cấu điểm chủng tộc của dân số quận gồm 75,35% người da trắng, 2,27% người da đen hay người Mỹ gốc Phi, 1,17% người Mỹ bản xứ, 0,02% người châu Á, 0,01% người đảo Thái Bình Dương, 19,12% từ các chủng tộc khác, và 2,05% từ hai hoặc nhiều chủng tộc. 51,65% dân số là người Hispanic hay Latino thuộc bất kỳ chủng tộc nào.
Có 2.761 hộ, trong đó 40,90% có trẻ em dưới 18 tuổi sống chung với họ, 65,10% là các cặp vợ chồng sống với nhau, 8,70% có chủ hộ là nữ không có mặt chồng, và 21,80% là không lập gia đình. 20,50% của tất cả các hộ gia đình đã được tạo thành từ các cá nhân và 10,20% có người sống một mình 65 tuổi trở lên đã được người. Bình quân mỗi hộ là 2,98 và cỡ gia đình trung bình là 3,45.
Trong quận, độ tuổi dân số quận gồm 33,10% ở độ tuổi dưới 18, 9,00% 18-24, 24,30% 25-44, 20,90% 45-64, và 12,70% người 65 tuổi trở lên. Tuổi trung bình là 32 năm. Cứ mỗi 100 nữ có 100,50 nam giới. Cứ mỗi 100 nữ 18 tuổi trở lên, đã có 98,20 nam giới.
Thu nhập trung bình cho một hộ gia đình trong quận đã được $ 30.619, và thu nhập trung bình cho một gia đình là $ 35,422. Nam giới có thu nhập trung bình $ 25.379 so với 20.433 $ cho phái nữ. Thu nhập trên đầu cho các quận được $ 14,457. Giới 15,70% gia đình và 19,00% dân số sống dưới mức nghèo khổ, trong đó có 25,30% những người dưới 18 tuổi và 13,90% có độ tuổi từ 65 trở lên.